# Sant Pere i Sant Fermí de Rellinars
Sant Pere i Sant Fermí de Rellinars és un edifici del municipi de Rellinars (Vallès Occidental) protegida com a bé cultural d'interès local.

## Descripció
Es tracta d'una església formada per dues naus, molt modificades en diferents èpoques: la septentrional és del segle xii, la meridional dels segles x i xi. Aquesta era la primitiva església amb una estructura del segle x i murs regruixits el segle xi. Fou ampliada el segle xii amb una nau adossada al mur de tramuntana, de manera que aquesta derrera nau esdevingué la principal, quedant l'antiga com a capella lateral.
El conjunt fou molt modificat al llarg dels segles: s'afegiren arcs de comunicació entre les dues naus, la construcció d'un campanar romànic posteriorment enderrocat, sobre la capçalera del temple antic, tancament de portades antigues i finalment, el segle xviii, afegit d'un cor als peus de l'edifici dels segles X-XI i substitució de l'absis romànic del segle xii per un presbiteri quadrangular coronat per una espadanya. Al voltant de l'església han aparegut restes de construccions i sepultures antropomòrfiques que podrien ser coetànies de l'església documentada el 951.

### Campanar
Dins les etapes constructives de l'església vella de sant Pere i Sant Fermí, el campanar és obra del segle xviii. Superada la coberta de l'absis comença el campanar d'espadanya. A la part inferior presenta un petit ull de bou i a la superior les dues obertures, d'arc de mig punt, on se situarien les campanes. A continuació hi ha una doble cornisa de llosetes i està coronat per un frontó triangular. El parament, amb restes d'arrebossat, deixa veure carreus i pedres sense tallar.

## Història
L'anomenada església vella de Sant Fermí i Sant Pere de Rellinars és documentada des de l'any 951 com a sufragània de Vacarisses, de la qual s'independitzà el 1878. Va fer les funcions de parròquia de Rellinars fins a 1842 en què el culte fou traslladat a l'església nova.
La descoberta d'un ara paleocristiana fa pensar que l'església vella de Sant Fermí i Sant Pere de Rellinars s'alça en un lloc de culte molt antic.